# Индошинит

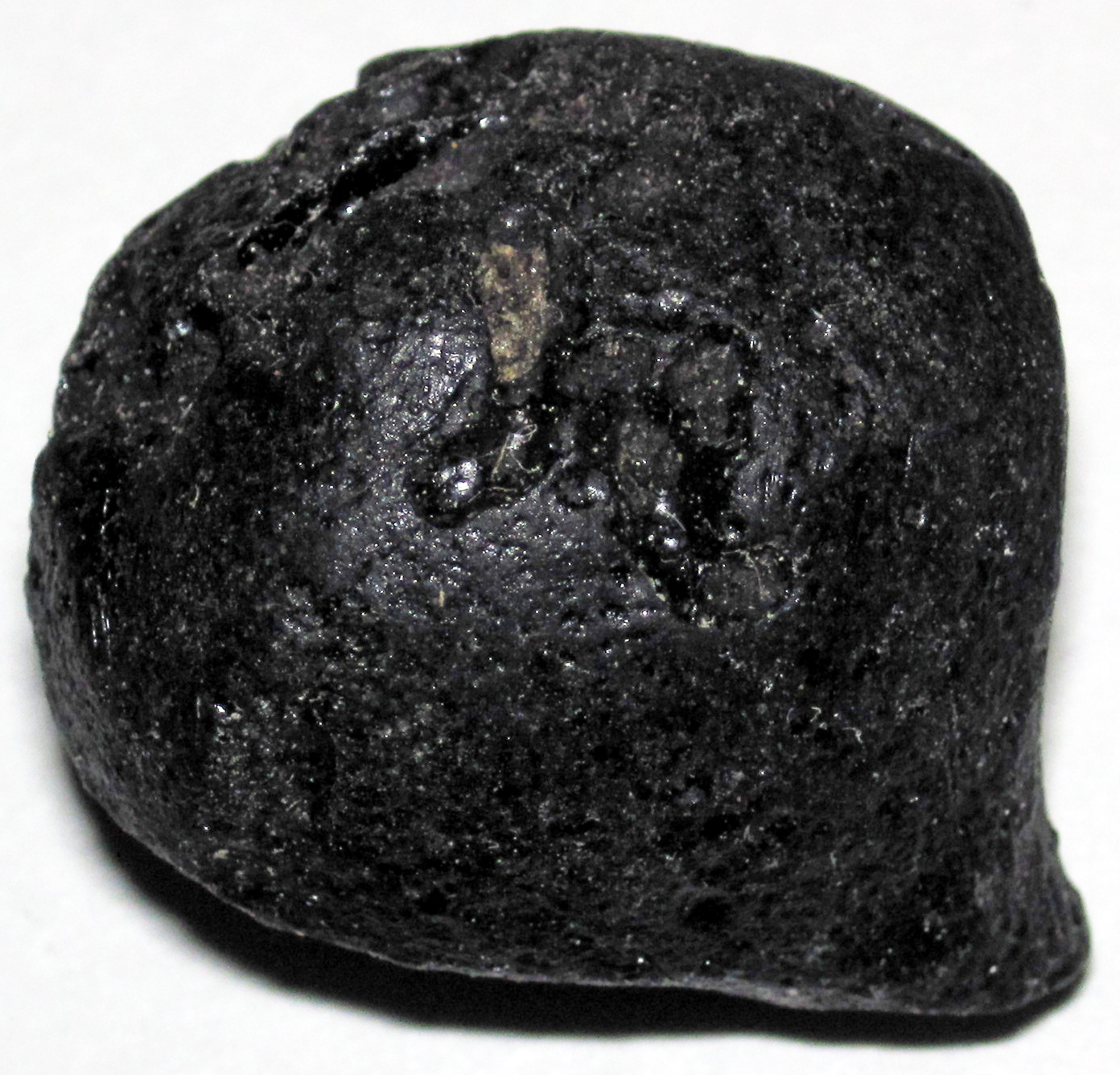
Индошинит (южный Лаос)

Индошини́т, индошини́ты, иногда индосини́ты или индочини́ты (от фр. Indochinite, индокитайский) — один из распространённых типов тектитных пород, названный по географическому признаку местонахождения. Индошиниты включают в себя несколько разновидностей тектитов, в большом количестве находимых в зоне индокитайского поля метеоритного разброса, прежде всего, из Вьетнама, Камбоджи, Лаоса и Таиланда.
В расширительном смысле относящимися к классу индошинитов иногда называют и тектиты другого географического происхождения, так или иначе сходные с ними или близкие по химическому составу и внешним признакам, например, индонезийские биллитониты или техасские бедиаситы:90. В целом индошиниты относятся к самому крупному на земле австралазийскому полю тектитового разброса. Они частично перекрывают северную часть ареала австралитов и по основным признакам близки к многим их типам, вследствие чего этот класс иногда имеет парное или смешанное название: индошиниты-австралиты.
Как правило, индошиниты представляют собой небольшие оплавленные фрагменты почти непрозрачного чёрного стекла, реже тёмно-коричневого или коричневого тона. Форма разнообразная, в целом характерная для тектитов, чаще всего — округлая или каплевидная с характерными включениями в виде пузырьков газа:435. Как и другие тектиты, индошиниты имеют метеоритное, астероидное или кометное происхождение.

## Источник минерала

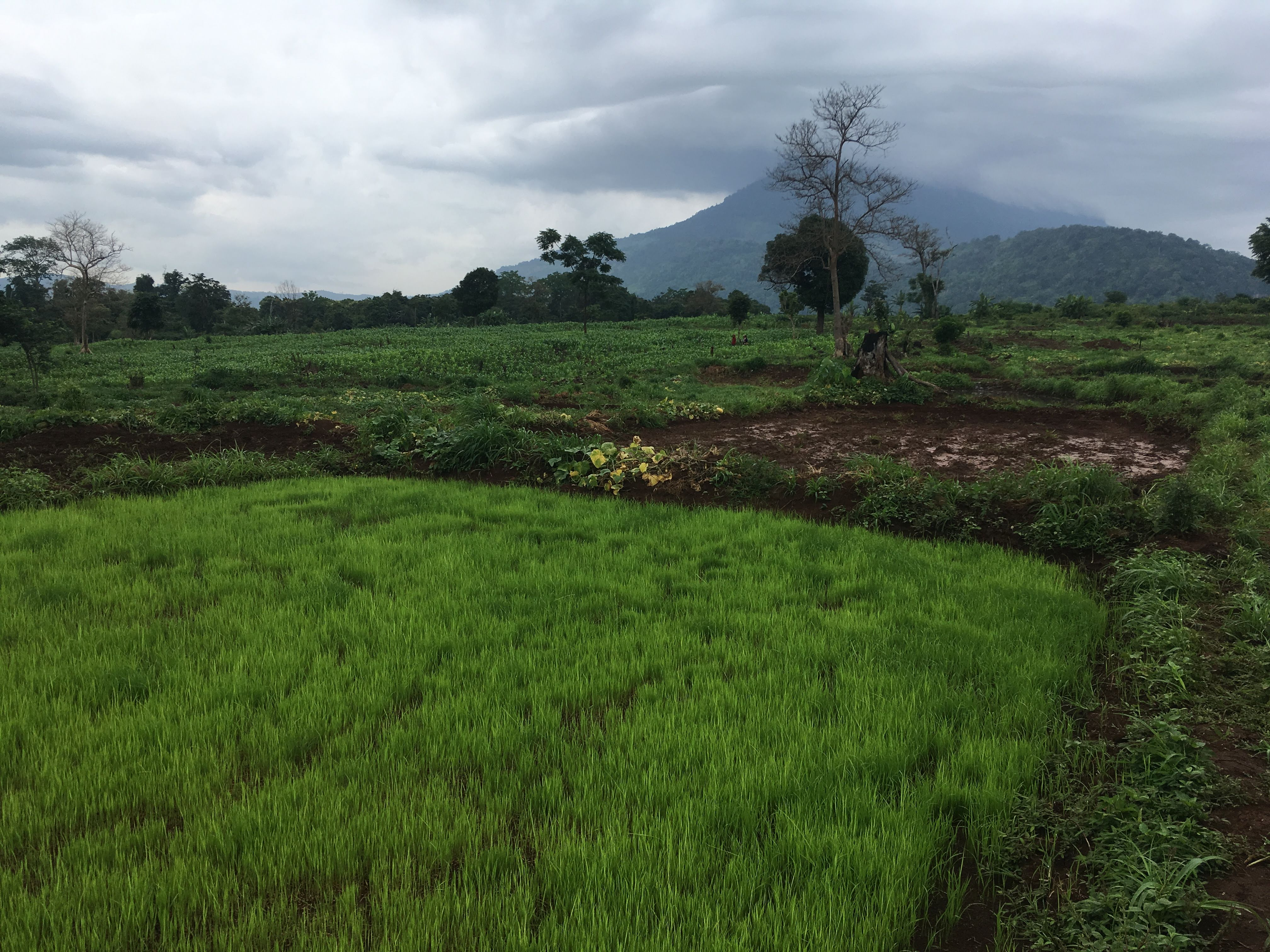
Плато Боловен (Южный Лаос)

В данный момент на Земле известно четыре основных зоны разброса тектитов, так или иначе образовавшихся в результате столкновения с Землёй крупных астероидов, метеоритов или, вероятно, комет. Самая крупная зона разброса, обычно носящая название австралазийского тектитового поля, включает в себя часть территории Австралии, а также Филиппин и Индонезии с захватом почти всего Индокитая и далее на восток с небольшим заходом на территорию Китая. Как и все прочие тектиты, индошинит получил своё название по тому месту (полуострову), где он образовался, где был впервые открыт и где его чаще всего находили.
Падение и взрыв крупного метеорита на территории Индокитая, вероятнее всего, произошли около 790 тысяч лет назад. Более ста лет учёные пытались обнаружить следы обширного кратера, который должен был остаться после этого столкновения. Косвенные признаки в большинстве указывали именно на территорию современного Индокитая, недалеко от северной границы тектитового поля разброса. Наконец, при помощи сложного комплекса стратиграфических, геохимических, геофизические и геохронологических исследований удалось установить, что кратер диаметром ~15 километров находится в Южном Лаосе, на плато Боловен. Сложность обнаружения астроблемы была связана, прежде всего, с тем, что впоследствии все следы столкновения метеорита с землёй оказались неоднократно погребены под лавовыми потоками и массами позднейших вулканических извержений. Таким образом, ударный кратер метеорита, породившего индошиниты почти на всей территории Индокитая, в настоящее время находится под массивным слоем базальтовых вулканических отложений.
Прежде всего, на наличие кратера расчётной величиной ∼ 17 × 13 километров указывала отрицательная гравитационная аномалия, обнаруженная в нескольких частях плато Боловен по результатам более 400 замеров. Кроме того, характер обнажения грубослоистых песчаников, специфическая трещинноватость в зёрнах кварца и крупных обломках кварцитов, а также мощные пласты аргиллитовой брекчии на расстоянии 10-20 км от предполагаемого центра удара подтверждали принадлежность близлежащих пород к последствиям взрывного выброса. Примерный объём позднейших лавовых масс поверх и вокруг ударного кратера составляет ~ 910 км3.
В районе верхних значений вулканического поля мощность базальтовых наслоений достигает ~300 м. Такой протяжённости и толщины лавового слоя вполне достаточно, чтобы совершенно заполнить и скрыть ударный кратер диаметром до 15 километров с внешним краем, возвышающимся на пару сотен метров над поверхностью коренных пород. Проверка аргон-аргоновым методом датирования также подтвердила гипотезу расположения ударного кратера на плато Боловен, под слоем вулканических масс.
Таким образом, можно утверждать с высокой долей уверенности, что именно метеоритная катастрофа, случившаяся на плато Боловен около 790 тысяч лет назад, стала источником обширного тектитового поля, включающего в себя как собственно индошиниты, так и северные австралиты, многочисленные находки которых происходят на островах Индонезийского архипелага, прилегающих к полуострову Индокитай. В момент столкновения метеорита с поверхностью плато Боловен произошёл мощнейший взрыв, в результате которого массы расплавленного вещества, в том числе и тектиты, были выброшены в верхние слои атмосферы Земли, а затем в падении остыли в форме характерной стекловидной структуры, усыпав обширное поле разброса.

## Характеристика и распространение минерала

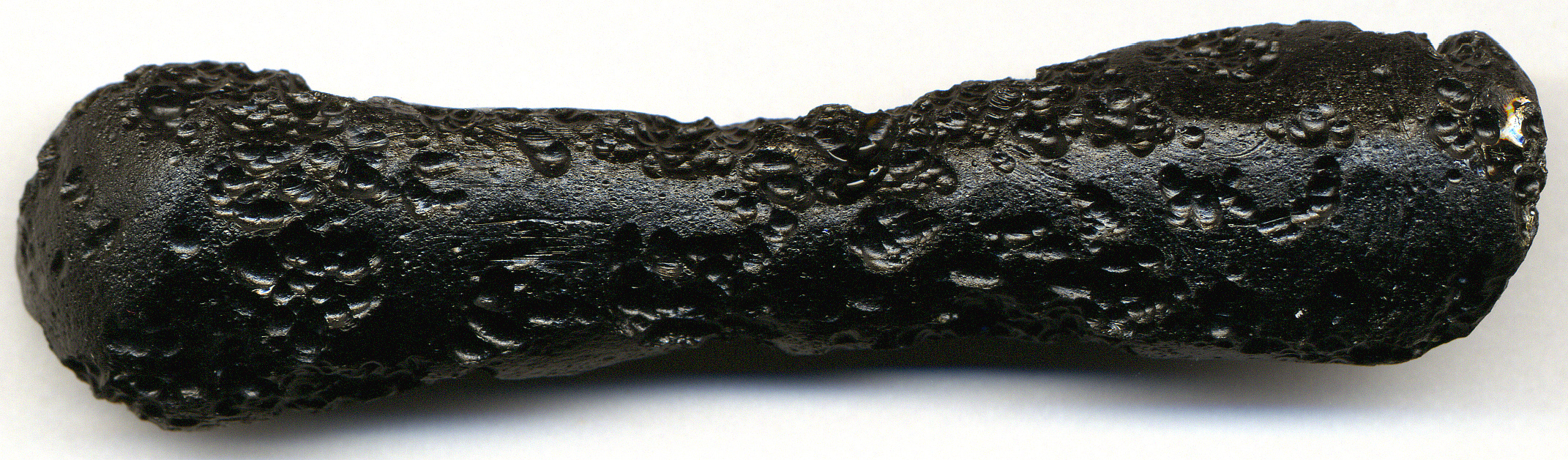
Индошинит (Гуандун, Китай)

Массовые находки тектитов в Индокитае произошли в 1929 г. на территориях французских колоний, во времена наибольшего увлечения метеоритной теорией Зюсса. Тогда же свойства этих чёрных стёкол подробно изучил и описал французский минералог Лакруа, давший им название «индошинитов». В большинстве случаев эти кусочки стекла кажутся непрозрачными. Однако при ярком свете и разглядывании на просвет они имеют отчётливо-коричневую «обсидиановую» окраску.
Большим событием в изучении тектитов стала экспедиция французского минералога А. Лакруа по джунглям южного Лаоса, имевшая своей целью именно поиск и уточнение крупнейших месторождений чёрного стекла. Особенно много шума сделала его находка, когда на совсем небольшой территории он с проводниками, местными жителями обнаружил буквально россыпи тектитов, собрав около двух с половиной тысяч кусков. На последующее десятилетие это обстоятельство стало серьёзным аргументом против сторонников гипотезы космического происхождения тектитов, поскольку подобное скопление оплавленного стекла было достаточно трудно объяснить одновременным «выпадением с неба».
Непрозрачность и тёмный цвет индошинитов обусловлены, прежде всего, обилием примесей. Как правило, содержание прозрачного кремнезёма (стекла) в их составе не достигает и 3/4 состава. Оставшаяся четверть примесей и создаёт впечатление глухой, чёрной непрозрачности большинства образцов. Сравнение со сходными по химическому составу, но значительно более древними американскими бедиаситами показало, что степень разогрева исходного расплава индокитайских тектитов была максимальной, если поставить её в ряду значений: индошинит — бедиасит — молдавит:90.
В момент столкновения космического объекта с землёй и последующего взрыва произошло неизбежное смешение двух субстратов: с одной стороны, земной породы, а с другой — вещества метеорита. Это смешение, в конечном счёте, и определило состав вещества индошинитов, а также дополнительные возможности его химического анализа. В частности, более высокие концентрации магния в тектитах, чем в породах-мишенях указывают на перенос в них части метеоритного вещества. С другой стороны, спорадическое обогащение никелем, кобальтом и хромом без сопутствующего обогащения сидерофильными элементами указывает на земной источник.
Большое значение в определении происхождения индошинитов в частности, а также связанных с ними австралитов, сыграл анализ изотопного состава стронция, который по соотношению Sr87 и Sr86 в целом соответствовал таковому же в мезозойских коренных базальтах плато Болавен. В случае исследования образцов тектитов, взятых на значительно отдалённых территориях Индокитая или даже на островах Индонезийского архипелага (разных форм австралитов), это обстоятельство имело важное диагностическое значение.
Также внимание учёных привлекло характерно высокое содержание Be10, типично космогенного нуклида. Повышенный уровень этого изотопа бериллия позволяет сделать однозначный вывод, что индошиниты и австралиты содержат в своём составе значительную долю метеоритного вещества.
В целом примерный химический состав индошинитов колеблется в рамках следующего диапазона значений:
- кремнезём (SiO2) ~73 %
- глинозём (Al2O3) ~12,8 %
- ионы калия (K2O) ~2,4 %
- чёрная закись железа (FeO) ~4,4 %
- окись магния (MgO) ~2,5 %
- ионы кальция (CaO) ~1,0 %
- ионы натрия (Na2O) ~1,5 %
- двуокись титана (TiO2) ~0,7 %
- монооксид марганца (MnO) ~0,1 %
- рыжая окись железа (Fe2O3) ~0,04 %

## Региональные формы
Одни из самых известных индошинитов, которые чаще всего можно встретить в свободной продаже (часто ошибочно выдаваемые за осколки метеоритов), в основном происходят из тайской провинции Кхонкэн к северо-востоку от Бангкока. Для индошинитов из Таиланда характерен очень тёмный цвет и более глубокие засечки на поверхности стекла, отдалённо напоминающие регмаглипты железных метеоритов. По типу породы тайские индошиниты похожи на вулканическое стекло (обсидиан), однако значительно более богаты силикатными примесями и почти полностью безводны.
Самый крупный из обнаруженных индошинитов, слоистый тектит типа Муонг-Нонг имеет массу около 29 килограммов.